# Neirone
Neirone (ligur nyelven Neion) település Olaszországban, Liguria régióban, Genova megyében. Lakosainak száma 848 fő (2023. január 1.). Neirone Lorsica, Lumarzo, Mocònesi, Torriglia, Uscio, Favale di Malvaro és Tribogna községekkel határos.

## Népesség
A település lakossága az elmúlt években az alábbi módon változott:
| Lakosok száma | 886  | 849  | 848  |
|               | 2017 | 2018 | 2023 |